# Reprezentacja Danii w hokeju na lodzie mężczyzn

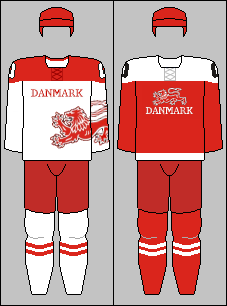
Stroje Duńskich Hokeistów

Reprezentacja Danii w hokeju na lodzie mężczyzn – kadra Danii w hokeju na lodzie.

## Historia
Dania jest od 27 kwietnia 1946 roku członkiem IIHF. Swój pierwszy mecz rozgrywała 12 lutego 1949 roku w Sztokholmie. Przeciwnikiem była wtedy reprezentacja Kanady, która wygrała ten mecz 47:0. Wynik ten do dziś jest największą porażką Danii. W tym samym roku reprezentacja po raz pierwszy zagrała na mistrzostwach świata, gdzie zajęła dziesiąte miejsce. Przez kolejne 54 lata Dania nie grała w elicie hokejowych drużyn hokejowych. Dopiero w 2003 roku Duńczycy powrócili do elity w której grają do dziś. Dotychczas nie zdobyli medali mistrzostw świata, a na igrzyska olimpijskie nigdy się niezakwalifikowani.
Szkoleniowcem reprezentacji był przez pięć lat Szwed Per Bäckman. Jego następcą w czerwcu 2013 został Janne Karlsson.

## Występy na mistrzostwach świata
| - 1930 – 1948: Nie uczestniczyli - 1949 – 10. miejsce - 1950 – 1961: Nie uczestniczyli - 1962 – 14. miejsce (6. w grupie B) - 1963 – 18. miejsce (3. w grupie C) - 1965 – Nie uczestniczyli - 1966 – 18. miejsce (2. w grupie C) - 1967 – 19. miejsce (3. w grupie C) - 1969 – 20. miejsce (6. w grupie C) - 1970 – 19. miejsce (5. w grupie C) - 1971 – 20. miejsce (6. w grupie C) - 1972 – 20. miejsce (7. w grupie C) - 1973 – 21. miejsce (7. w grupie C) - 1974 – brak udziału - 1975 – 20. miejsce (6. w grupie C) - 1976 – 20. miejsce (4. w grupie C) - 1977 – 19. miejsce (2. w grupie C) - 1978 – 19. miejsce (3. w grupie C) - 1979 – 16. miejsce (8. w grupie B) - 1981 – 20. miejsce (4. w grupie C) - 1982 – 19. miejsce (3. w grupie C) - 1983 – 20. miejsce (4. w grupie C) - 1985 – 21. miejsce (5. w grupie C) - 1986 – 21. miejsce (5. w grupie C) - 1987 – 18. miejsce (2. w grupie C) - 1989 – 16. miejsce (8. w grupie B) - 1990 – 18. miejsce (2. w grupie C) - 1991 – 17. miejsce (1. w grupie C) |  | - 1992 – 16. miejsce (4. w grupie B) - 1993 – 16. miejsce (4. w grupie B) - 1994 – 17. miejsce (5. w grupie B) - 1995 – 17. miejsce (5. w grupie B) - 1996 – 18. miejsce (6. w grupie B) - 1997 – 20. miejsce (8. w grupie B) - 1998 – 20. miejsce (4. w grupie B) - 1999 – 17. miejsce (1. w grupie B) - 2000 – 21. miejsce (5. w grupie B) - 2001 – 22. miejsce (3. miejsce w dywizji I, Grupa A) - 2002 – 18. miejsce (1. miejsce w dywizji I, Grupa B) - 2003 – 11. miejsce - 2004 – 12. miejsce - 2005 – 14. miejsce - 2006 – 13. miejsce - 2007 – 10. miejsce - 2008 – 12. miejsce - 2009 – 13. miejsce - 2010 – 8. miejsce - 2011 – 11. miejsce - 2012 – 13. miejsce - 2013 – 13. miejsce - 2014 – 13. miejsce - 2015 – 14. miejsce - 2016 – 8. miejsce - 2017 – 12. miejsce - 2018 – 10. miejsce (gospodarz) - 2019 – 11. miejsce - 2021 – 12. miejsce - 2022 – 9. miejsce |